# 1480-ті до н. е.

## Правителі
- фараон Єгипту Тутмос ІІ.
- царі Вавилону Каштіліаш ІІІ та Уламбуріаш;
- царі Ассирії Еліль-Націр І та Нур-Ілі;
- цар Міттані Парраттарна І;
- царі Хатті Телепіну та Аллувамна.